# 정우진 (1996년)
정우진(본명: , 1996년 11월 1일 ~ )은 대한민국의 배우이다.

## 출연

### 방송

#### 드라마
- 2020년 Seezn 《썸툰 2020》 (웹 드라마) - 노운 역
- 2022년 카카오TV 《아쿠아맨》 (웹 드라마) - 신나루 역
- 2022년 KBS 2TV 《삼남매가 용감하게》 - 장지우 역
- 2025년 웹드라마 《나의 너드남 공략법》 - 강산오 역

### 영화
- 2018년 《나를 기억해》 - 김진호 친구 2 역

### 공연

#### 뮤지컬
- 2018년 《사운드 오브 뮤직 갈라쇼》